# Sandra Lister
Sandra (Sandy) Lister (16. kolovoza 1961.) je bivša engleska igračica hokeja na travi. 
Bila je članicom postave Uj. Kraljevstva koja je osvojila broncu na OI 1992. u Barceloni.

Sudjelovala je na tri uzastopne Olimpijade, 1988. u Seulu, 1992. u Barceloni i 1996. u Atlanti.

## Vanjske poveznice
- Baza podataka s OI-ja